# Leonid Osipow
Leonid Michajłowicz Osipow, ros. Леонид Михайлович Осипов (ur. 6 lutego 1943 w Moskwie, zm. 5 listopada 2020) – radziecki piłkarz wodny. Trzykrotny medalista olimpijski.
Brał udział w trzech igrzyskach (IO 64, IO 68, IO 72), za każdym razem zdobywał medale. W pierwszym starcie, w 1964, sięgnął po brąz. W 1968 reprezentanci ZSRR zajęli drugie miejsce, cztery lata później triumfowali. Dwukrotnie był złotym medalistą mistrzostw Europy (1966, 1970).
Pochowany na Cmentarzu Trojekurowskim w Moskwie.